# 吉房

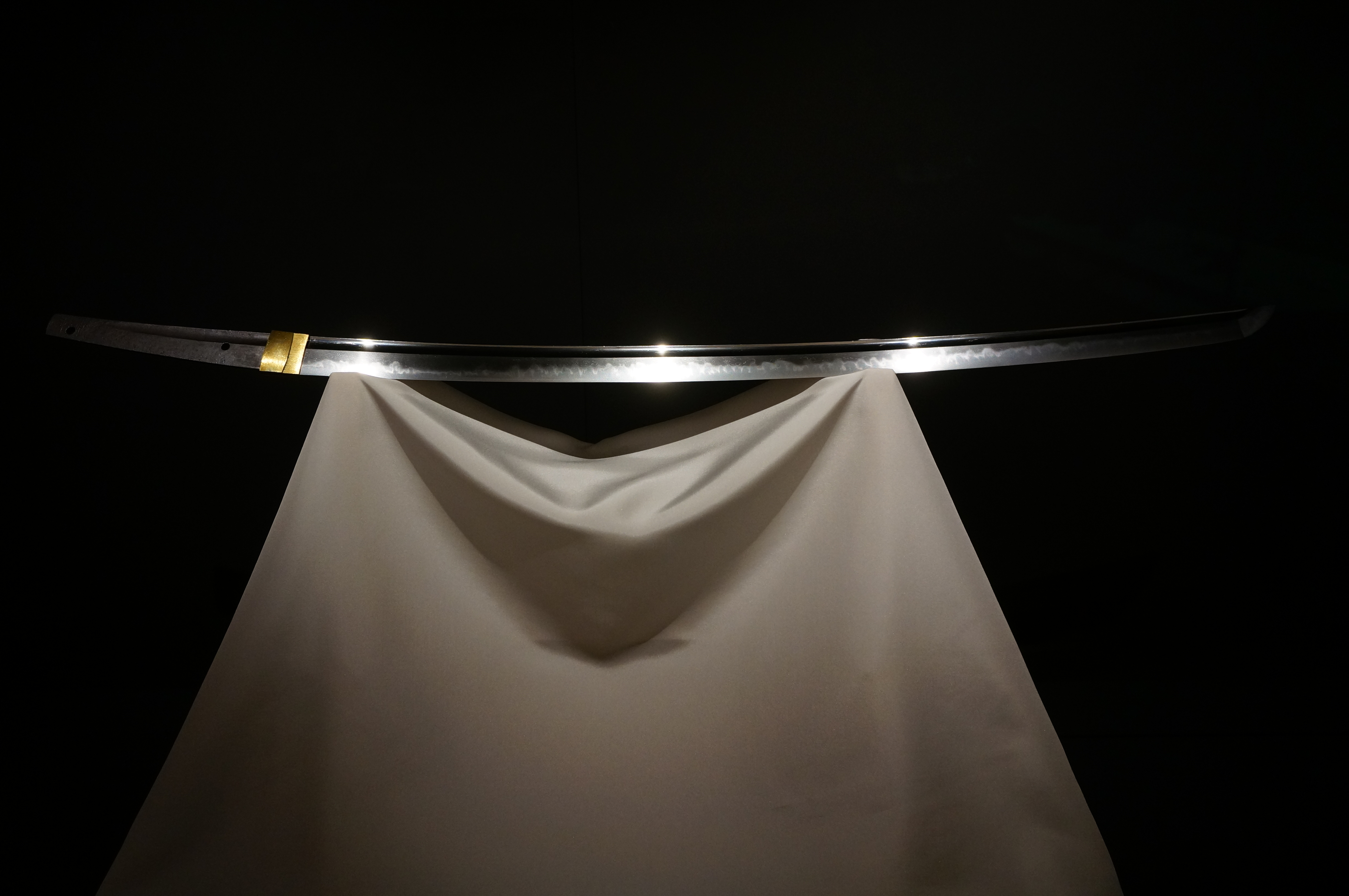
太刀 銘吉房（号 岡田切）、国宝、東京国立博物館蔵

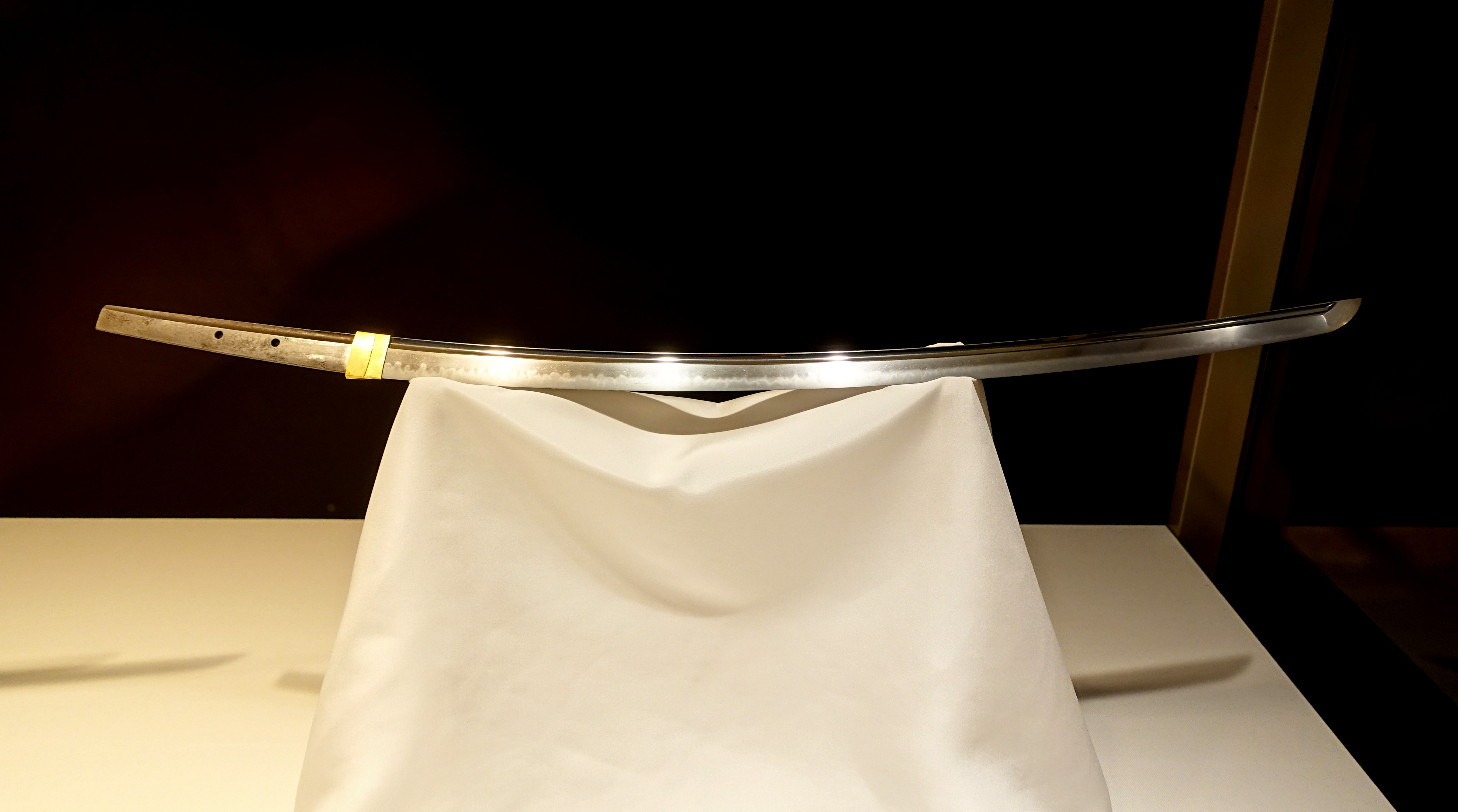
太刀 銘吉房、国宝、東京国立博物館蔵 竹腰家伝来

吉房（よしふさ）は、鎌倉時代中期の刀工。生没年不詳。助房の子。備前国（現・岡山県）の福岡一文字派最盛期の代表的鍛冶。「岡田切」の号のある太刀など5口（こう）が国宝に指定されている。日本刀の刃文において最も発達した、華麗な丁子刃を焼いた。

## 概要
吉房は鎌倉時代の備前一文字派を代表する刀工である。一文字派は、吉井川下流の福岡荘に居住したことから「福岡一文字」とも呼ばれ、銘字に個別の刀工名を切るもののほかに、単に「一」とのみ銘するものがあることから、一文字派と呼ばれる。鎌倉時代中期には吉房、則房、助真らの名工を輩出し、いずれも華麗な丁子乱れの刃文を特色とするが、吉房は一派のなかでももっとも華麗な作風を示す。作風は、板目肌の鍛えに乱映りが立ち、丁子乱れ主体の刃文を焼くものが典型的である。なかでも「岡田切」の号のある太刀（東京国立博物館蔵）や島津家伝来の太刀（個人蔵）は丁子乱れに八重桜を思わせる重花丁子（じゅうかちょうじ）をまじえた、華やかな作風を示す。
銘振りや作風が複数あることから、同時代に同名刀工が複数存在した、あるいは代別があったとの説もあるが、刀剣研究者の小笠原信夫は、一人の刀工でも年齢とともに作風は変化するものであり、吉房は一人であったとみている。

## 作品
国宝・重要文化財指定物件は以下のとおり。

### 国宝
- 太刀（東京・個人蔵）1931年重文指定、1953年国宝指定。寛文7年（1667年）に島津綱貴が将軍家綱から拝領したもので、島津家伝来。
- 太刀（広島・ふくやま美術館蔵）1931年重文指定、1955年国宝指定。徳川将軍家伝来。
- 太刀（岡山・林原美術館蔵）1933年重文指定、1955年国宝指定。
- 太刀 号岡田切（東京国立博物館蔵）1949年重文指定、1955年国宝指定。鎌倉時代の作品。天正12年（1584年）の小牧・長久手の戦いのとき織田信雄がこの刀で家臣の岡田重孝を斬ったとされることから「岡田切」の号で知られる。
- 太刀（東京国立博物館蔵）1952年重文指定、1957年国宝指定。鎌倉時代の作品。豊臣秀吉が所持していたものを徳川家康の武将、竹腰正信に与え、同家に代々伝わったとされる。

### 重要文化財
- 太刀（栃木・日光東照宮蔵）1917年指定
- 太刀（福島・土津神社蔵）1936年指定
- 太刀 額銘吉房（東京・東郷神社蔵、東京国立博物館保管）1935年指定。1904年（明治37年）の日露戦争の折、皇太子（後の大正天皇）が連合艦隊司令長官の東郷平八郎に下賜したもの（節刀の一種）。

以上の作品はいずれも「吉房」二字銘（東郷神社の太刀は額銘）。